# Ferrovia decauville Gariglione-Differenze
La ferrovia forestale Gariglione-Differenze era una ferrovia Decauville con trazione a vapore che, partendo da Tirivolo, terminava nella località calabrese di Differenze, sulla Sila Piccola, nella quale aveva inizio una teleferica che giungeva alla stazione ferroviaria di Mesoraca sulla ferrovia Crotone-Petilia Policastro delle Calabro Lucane oggi dismessa.

## Storia

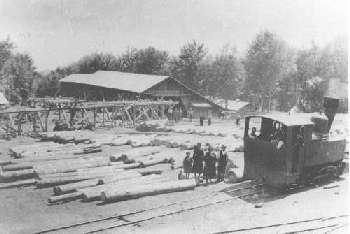
Stazione di Differenze

I boschi silani e del monte Gariglione, in Calabria, sono noti sin dall'antichità per lo sfruttamento del legname delle faggete e delle selve di conifere.
I boschi del Gariglione furono del demanio fino al 1876. Successivamente parte del territorio venne diviso; alcune parti ai comuni altre vendute a privati. Nella seconda metà degli anni dieci, come era avvenuto in altre località boschive, una ditta tedesca se ne assicurò la concessione di sfruttamento eseguendo vari lavori interrotti a causa dello scoppio della prima guerra mondiale. Nella metà degli anni venti la Società forestale meridionale (acronimo SO.FO.ME.) si assicurò il diritto di sfruttamento del legname a livello industriale costruendo le infrastrutture relative. Fu realizzata una teleferica che partiva da 1573 m s.l.m, in località Differenze, trasportando il legname fino alla località di Foresta a 310 m, dove sorse un grosso villaggio di boscaioli. Nello stesso tempo la Mediterranea Calabro Lucane costruiva la ferrovia Crotone-Petilia Policastro, nella cui stazione di Mesoraca avveniva il carico sui carri per trasporto del legname fino al porto di Crotone.
Sull'altopiano, per movimentare i tronchi di faggio, di pino e di abete, vennero quindi stesi i binari della ferrovia forestale decauville da Differenze per tutto il bosco del Gariglione. Il lavoro di disboscamento continuò fino alla seconda guerra mondiale e con esso l'attività della piccola ferrovia i cui binari venivano prolungati e stesi fino alle nuove aree di lavoro. La ferrovia forestale cessò la sua attività entro gli anni cinquanta.

## Caratteristiche

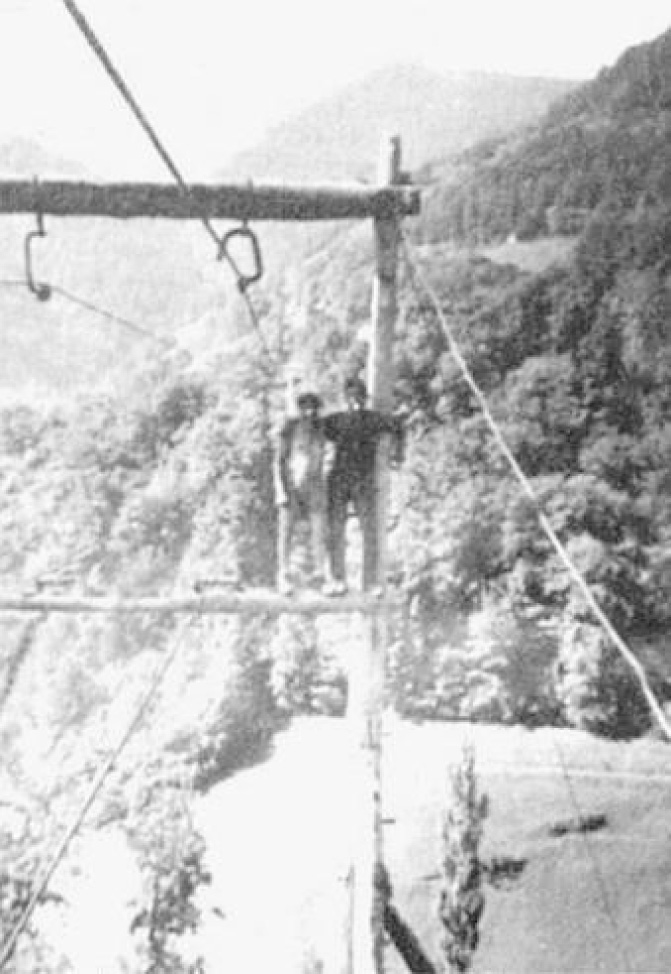
Teleferica del Gariglione

La ferrovia, che raggiunse una estensione massima di circa 40 km in diversi rami diramati, era a scartamento ridotto da 500 mm, del tipo classico decauville; la trazione era assicurata da locomotive a vapore a due assi alimentate a legna con fumaiolo a cono rovesciato parascintille. I carri erano pianali, di tipo semplice, in ferro.